# 미야기쿠히메
미야기쿠히메(일본어: 宮菊姫 みやぎくひめ[*], 생몰년 미상)은 헤이안 시대 말기에서 가마쿠라 시대 초기에 살은 여성이다. 미나모토노 요시카타의 딸이다. 미나모토노 요시나카 (키소 요시나카)의 동생이다.

## 약력
주에이 3년 (1184년) 1일에 미나모토노 요시나카가 미나모토노 요리토모의 군세에 의해 멸망당하자, 요시나카의 동생인 미야기쿠히메는 요리토모의 호죠 마사코의 유자로서 미노국에 한 마을을 부여받아 그 곳에서 살고 있었다. 그러다가 수도에 살게 되자, 따라다니는 주변 사람들이 마사코 유자인 미야기쿠의 위세를 빌려 겐몬의 장원이나 공령을 횡령하는 등 난동을 부렸다. 분지 원년 (1185년) 3월, 미야기쿠 주변의 악평이 가마쿠라에 전해지자, 요리토모는 키나이의 고케닌에게 난동을 행한 주변인을 잡도록 명령하고, 조정에는 "미지광이 뇨보"의 짓이라고 변명하고, 겐지 일문에 대한 세간의 비난을 꺼리게 되어, 미야기쿠를 가마쿠라로 불러냈다.
5월, 수도에서 가마쿠라에 온 미야기쿠는 수령의 강제로 빼앗은 영지는 자신의 이름을 마음대로 이용한 자들이 행한 것이며, 스스로는 관계가 없음을 변명하고, 연민한 요리토모로부터 미노국 토야마 장원의 한 마을을 부여받았다. 마사코가 특히 동정하고 있었다고 한다. 코모로 미츠카네 등 요시나카 은고의 시나노국의 고케닌들은 미야기쿠의 소령에게 부과되는 공사에 소중히 봉사하도록 명이 내려졌다.
생년은 불분명하지만, 요시카타의 사망년도 (1155년)부터, 미야기쿠히메는 1157년생인 마사코보다 연장이라고 생각되므로, 그의 유자는 부자연스러우므로, 요시나카의 동생이 아니라 딸이 아닌가 하는 견해도 있다 (야마모토 코지 『요리토모의 천하초창(頼朝の天下草創)』 코단샤 학술문고).